# Seattle Times Building

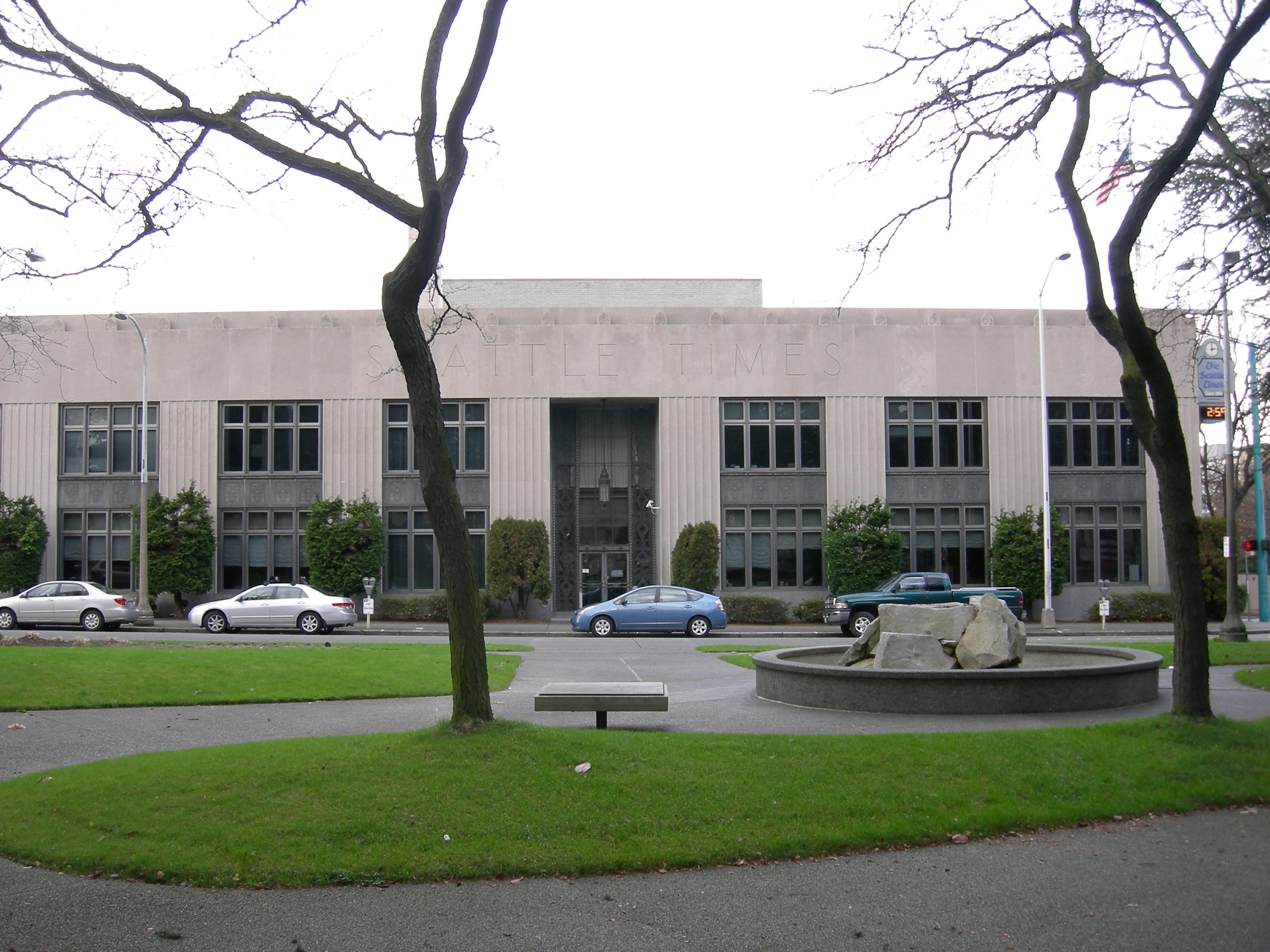
Das Seattle Times Building im Jahr 2007

Das Seattle Times Building ist die leerstehende frühere Zentrale der Seattle Times. Das dreistöckige Gebäude wurde 1931 für die Zeitung erbaut und später erweitert, um mehr Büroraum und Platz für die Druckpresse zu schaffen.
Die Fassade und das Dach des Seattle Times Building wurden 1996 als City Landmark eingestuft. Das Bauwerk wurde entworfen von Robert C. Reamer und beinhaltet Elemente des Art déco und der Moderne, und die Stahlbetonkonstruktion ist repräsentativ für die Architektur zu Beginn des 20. Jahrhunderts in Seattle.
Die Zeitung zog 2011 aus und verkauft das Gebäude 2013 an die Onni Group, ein kanadisches Bauunternehmen, das die Errichtung von vier Wolkenkratzern zu Wohnzwecken auf dem Gelände und dem angrenzenden Parkplatz zu errichten. Onni plant, die Fassade des Bauwerks zu erhalten und in das Podium eines 82 m hohen Gebäudes zu integrieren und es mit einer Dachterrasse zu versehen. Der Abriss des Bauwerks begann im Oktober 2016, nachdem es Zwischenfälle mit Hausbesetzern gegeben hatte.

## Architektur und Design

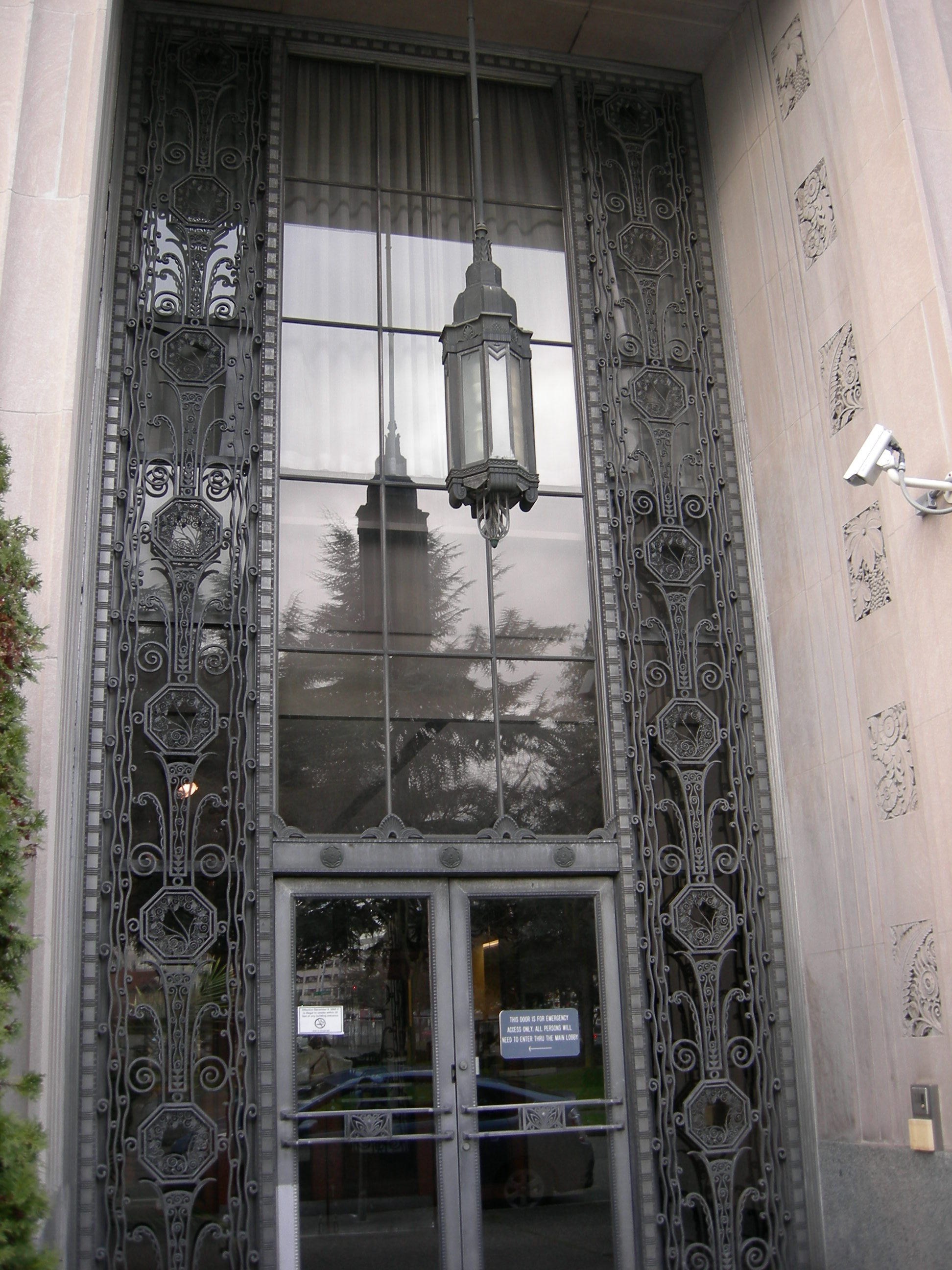
Der Haupteingang des Gebäudes, Aufnahme von 2007

Das Seattle Times Building besetzt einen ganzen Straßenblock zwischen John Street im Süden, Boren Avenue North im Westen, Thomas Street im Norden und Fairview Avenue North im Osten im Stadtviertel South Lake Union nördlich des Denny Way. Der Komplex besteht aus sechs Gebäuden, einschließlich des 1931 Bürogebäudes und dem Druckhaus sowie den verschiedenen Ergänzungen. Die meisten der Bauwerke sind aus Stahlbeton gebaut, Kalkstein aus Indiana wurde bei den Fassaden der ältesten Gebäude verwendet.
Das ursprüngliche Gebäude hat eine Länge von 41 m, eine Breite von 21 m und eine Höhe von 7,5 m, und wurde 1930 von Robert C. Reamerentworfen, der für seine Arbeiten in Seattles Metropolitan Tract und im Yellowstone National Park bekannt war. Das Gebäude ist ein im Art déco gebautes Bauwerk, das Elemente verwendet, die später in der modernen Architektur benutzt wurden. Die symmetrischen Säulen und Massivmauern sind der Architektur der Beaux-Arts entlehnt, dazu gibt es einige Elemente des Minimalismus; Reamer war beeinflusst von Paul Philippe Cret und dessen Rufe nach einem „verkümmerten Klassizismus“.
Der Vordereingang des 1931 errichteten Bürogebäudes, an der südöstlichen Ecke des Blocks liegt nach Süden an der John Street und nach Downtown Seattle orientiert und trägt den Namen der Zeitung in den Stein oberhalb des Eingangs eingemeißelt; hierzu kam über mehrere Jahrzehnte hinweg ein verziertes goldfarbenes Schild mit dem Schriftkopf der Zeitung, das oberhalb des Haupteingangs montiert war. Das Exterieur des Bürogebäudes verfügt über subtile Details, darunter geätzte Säulen und Aluminiumgitterwerk an den Fenstern, der Verzicht auf ein komplizierteres Designs unterstreicht seine Masse. Der Haupteingang befindet sich hinter einem sorgfältig gefertigten Tor aus Aluminium, das mit Achtecken, Spiralen und Blumenmustern versehen ist. An der Seite des Eingangs befinden sich Kalksteinplatten, in die Blumenreliefs graviert wurden.
Im Innern der öffentlichen Lobby des Bauwerks sind Wände und Fußböden aus leicht getönten Botticino-Marmor gefertigt. Im Rest des Gebäudes kamen grüne und braune Gummifließen zur Verwendung.
Die an das Bürogebäude angebaute Druckerei und die späteren Anbauten sind einfacher gestaltet, vollständig aus Stahlbeton.

## Geschichte

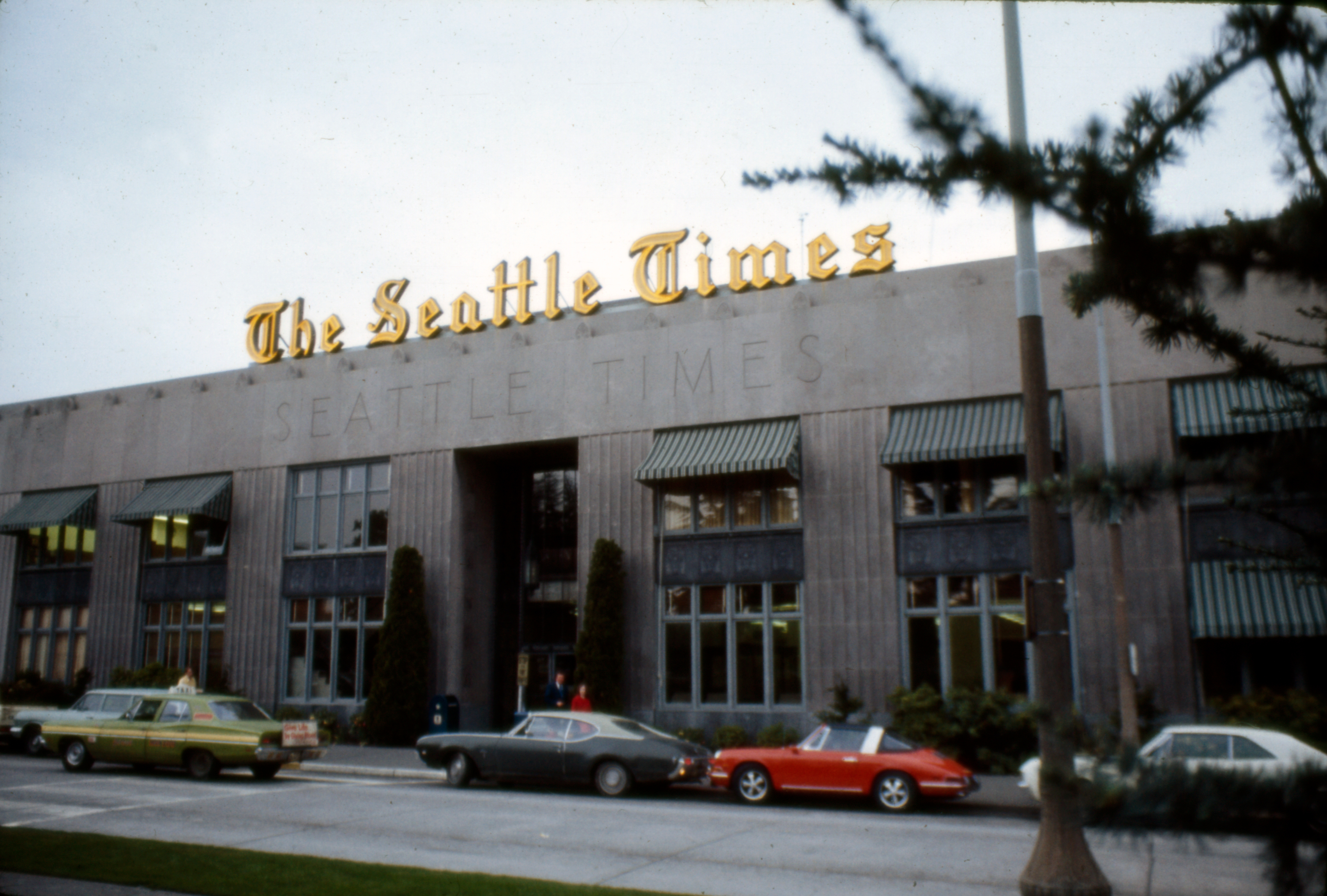
Das Times Building zur John Street hin, Aufnahme aus den 1970er Jahren, mit dem goldenen Logo der Times, das 1947 installiert wurde

Von 1916 an war das Blethen Building in der Nähe des modernen McGraw Square die Zentrale und Stätte der Druckerei für The Seattle Times, eine von zwei Tageszeitungen in Seattle. Die Zeitung wurde 1896 gegründet und war vorher bereits zweimal umgezogen, jedes Mal vom historischen Central Business District ein Stück nordwärts. 1930 hatte die Zeitung eine Auflage von 100.000 täglich gedruckten Exemplaren, und das stetige Wachstum der Zeitung bewirkte, dass der Büroraum knapp wurde und Materialanlieferung und Auslieferung der gedruckten Zeitungen zunehmend logistische Probleme schufen, weil die von den Lieferwagen benutzte Stewart Street sich zu einer Hauptdurchgangsstraße für den Autoverkehr entwickelte.
Im Sommer 1929 gab die The Seattle Times Company Pläne bekannt, einen neuen Gebäudekomplex entlang der Fairview Avenue im Stadtviertel Cascade zu errichten, der ihre neuen Büroräume und Druckanlagen aufnehmen sollte. Das alte Gebäude war so gebaut, dass es einfach in ein traditionelles Bürogebäude umgebaut werden konnte; vorherige Pläne sahen die Aufstockung auf neun Stockwerke vor. Am 26. September 1929 fand unter Beteiligung von Angehörigen der Zeitung und der Metropolitan Building Company die Grundsteinlegung statt. Die Gründung des Gebäudes war darauf ausgelegt, gegebenenfalls einen 20–30-stöckigen Wolkenkratzer über dem ursprünglichen dreistöckigen Gebäude zu tragen. Das auf 1,25 Millionen US-Dollar (22,25 Millionen US-Dollar in heutigen Preisen) wurde teilweise finanziert durch die in der Zeitung angebotenen Anleihen. Die Bauarbeiten begannen am 9. Juni 1930; Generalunternehmer war das Bauunternehmen Teufel & Carlson.
Um den Umzug der Druckpressen und der Büros vorzubereiten, begann die Times im Dezember 1930 damit, kürzere Ausgaben seiner Tageszeitungen zu veröffentlichen. Die Zeitung begann mit dem Druck der täglichen Ausgaben in dem neuen Gebäude am 2. März 1931, wobei eine Druckmaschine zum Einsatz kam, die in der Stunde 40.000 Exemplare fertigen konnte. Der neue Betrieb wurde von C.B. Blethen gerühmt als „die feinste Anlage, die bisher für eine amerikanische Zeitung gebaut wurde“; andere Zeitungen aus dem Bundesstaat Washington gratulierten der Times zum Umzug in die neuen Räumlichkeiten und zu der modernen und funktionalen Anlage. Die Lage des Gebäudes an der Fairview Avenue führte zu dem Spitznamen „Fairview Fanny“, den der Teamster-Kolumnist Ed Donohoe geprägt hat, um auf die Reputation der Zeitung als schwerfällige und langsame Zeitung anzuspielen.

### Anbauten und Renovierungen
Der erste größere Anbau zu dem Gebäude war ein dreistöckiges Bürogebäude mit einer Nutzfläche von 7500 Quadratfuß für die Anzeigenabteilung, der 1947 an der Westseite fertiggestellt wurde. Das 125.000-US-Dollar-Projekt war wegen des Mangels an Material im Zweiten Weltkrieg aufgeschoben worden. Dies führte zu beengten Verhältnissen, weil in den 16 Jahren seit der Fertigstellung die Auflage sich auf mehr als 175.000 Exemplare wochentags und 225.000 am Sonntagen mehr als verdoppelt hatte. Eine goldene Leuchtreklame mit dem Logo der Times in sechs Fuß (180 cm) großen Buchstaben wurde über den Eingang zum Gebäude an der John Street angebracht. 1950 wurde das Gebäude an der Nordseite um 150.000 Quadratfuß erweitert, um einen größeren Versandraum und einen neuen Nachrichtenraum sowie Büros für die Associated Press und die Abteilungen der Sonntagsausgabe zu schaffen. Eine Uhr und eine Temperaturanzeige wurden im Dezember 1959 an der südöstlichen Ecke des Gebäudes installiert. Außerdem wurde der Text „Today’s News Today“ angezeigt; dies löste Vergleiche mit dem 1948 installierten Globus des Seattle Post-Intelligencer aus, da beides Symbole der jeweiligen Philosophie der Zeitungen waren.
Das Wachstum nach dem Zweiten Weltkrieg löste 1964 eine noch grüßere Erweiterung aus. Auf der Westseite der Druckerei entstand für 3,5 Millionen US-Dollar ein neuer dreistöckiger Drucksaal. Vier Jahre später wurde auf der letzten verfügbaren Fläche des Blocks für sechs Millionen US-Dollar ein neuer zweistöckiger Nachrichtenraum gebaut, dessen Verschalung aus Stahlbeton statt des 1931 verwendeten Kalksteins war; eine Skybridge wurde über einen Durchgang gebaut, um die Verbindung mit dem älteren Bürogebäude herzustellen. 1979 wurde der neue Nachrichtenraum renoviert und modernisiert und ein Durchgang wurde umfriedet und verschlossen.
Am 23. Mai 1983 begannen der Seattle Post-Intelligencer und die Times mit ihrem Joint Operating Agreement, was dazu führte, dass beide Zeitungen ihre jeweiligen Wochentagsausgaben und die gemeinsame Sonntagsausgabe im Seattle Times Building druckten. Die Times erwarb infolge dieser Vereinbarung zusätzliche Grundstücke für eine künftige Expansion, einschließlich des Troy Laundry Building nördlich, insgesamt 14 Acre im Stadtviertel South Lake Union. Der Druck beider Zeitungen erfolgte später auch in einem 1992 errichteten Zweigbetrieb in Bothell, und man überlegte angeblich den Bau zusätzlicher Betriebe in Renton und in Downtown Seattle. Diese Kooperation der beiden Zeitungen galt bis 2009, als der P-I die Druckausgabe einstellte und fortan ausschließlich als Onlinemedium publizierte.

## Projektierte Neunutzung
Am 11. März 1996 stufte der Seattle City Council das Exterieur und das Dach der 1931 errichteten Gebäude als Seattle City Landmark ein und folgte damit einer Empfehlung des Landmarks Preservation Board. Der Schritt erfolgt, weil die The Seattle Times Company Pläne entwickelte, ihre Grundstücke in South Lake Union zu Kosten von 150 Millionen US-Dollar neu zu bebauen, während der historische Charakter der Gebäude erhalten werden sollte. Die Pläne sahen zwei zehnstöckige Bürotürme, eine größere Druckerei und ein mehrstöckiges Parkhaus vor.
The Seattle Times Company begann 2004 mit dem Verlauf von Parzellen aus ihrem Grundbesitz in South Lake Union an Bauunternehmen, um Entlassungen zu vermeiden und um einen Rechtsstreit mit dem Seattle Post-Intelligencer zu finanzieren. Im Januar 2011 gab die Seattle Times Company ihre Pläne bekannt, das Seattle Times Building zu verlassen und in das einen Straßenblock entfernte 1000 Denny Building umzuziehen, sodass das alte Gebäude einer neuen Nutzung zugeführt wird. Im Jahr darauf brachte das Unternehmen die beiden verbleibenden Blöcke in ihrem Besitz auf den Markt, einschließlich des Seattle Times Buildings und des Parkhauses auf der Südseite, wofür das Zeitungsunternehmen 80 Millionen US-Dollar erzielen wollte. Vom Stadtrat Seattles wurde im Mai 2013 eine Änderung des Bebauungsplans für South Lake Union beschlossen, womit eine Bebauung mit bis zu 240 Fuß (73 m) hohen Gebäuden ermöglicht wurde.
Am 31. Juli 2013 gab de Seattle Times Company bekannt, dass die beiden Grundstücke für 62,5 Millionen US-Dollar an die in Vancouver sitzende Onni Group verkauft wurde. Im November veröffentlichte die Bauunternehmung ihren Entwurf zum Bau von vier Wohnhochhäusern auf den beiden Blöcken, darunter zwei 73 m hohe Türme auf dem ursprünglichen Seattle Times Building. Die denkmalgeschützte Fassade soll nach diesen Plänen erhalten und erneuert werden und als Retail-Podium mit Dachterrasse dienen. In Teile der Seitenfassaden dieses Sockels sollen historische Schlagzeilen der Zeitung eingraviert werden.

### Hausbesetzer

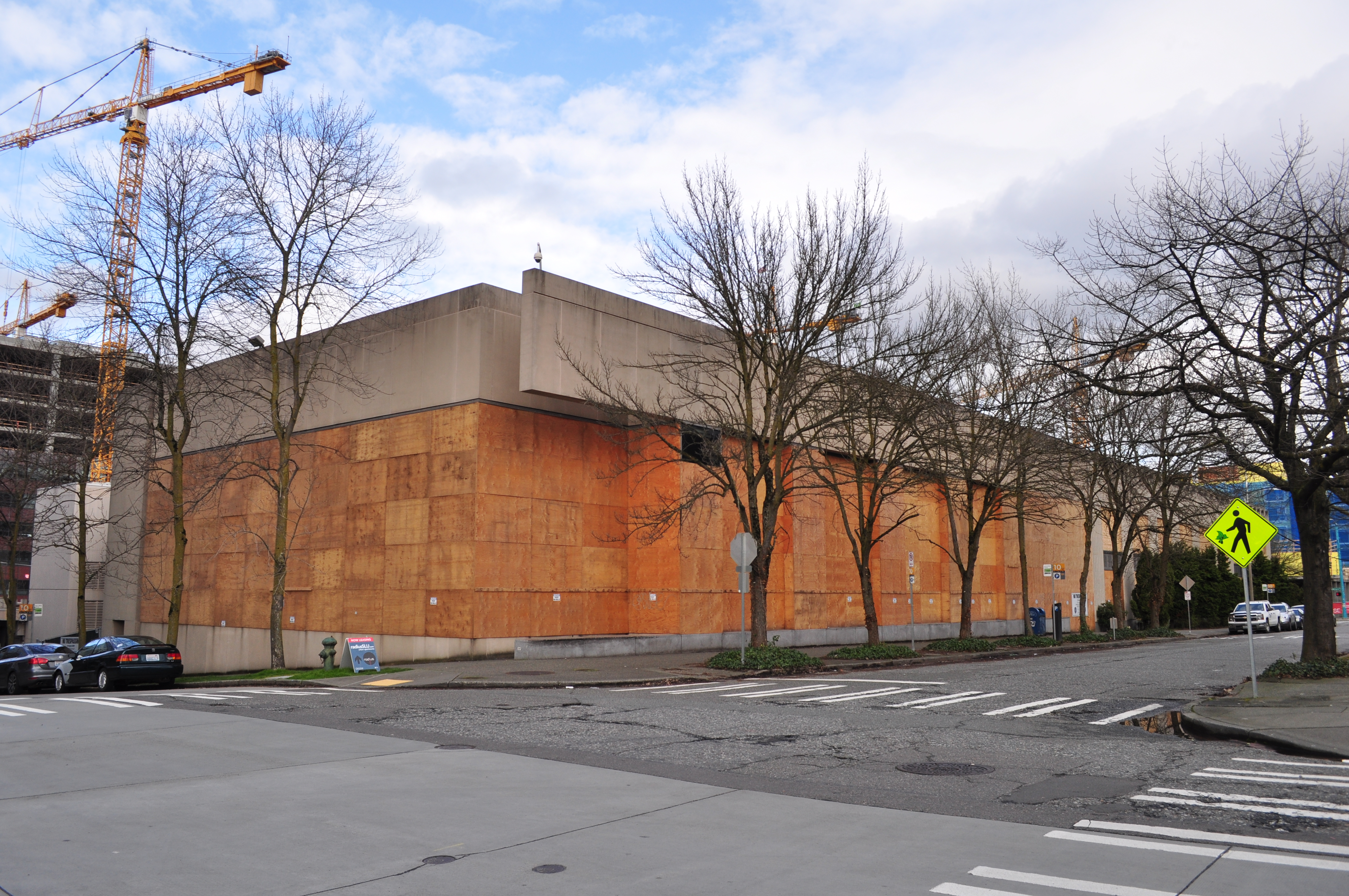
Das Gebäude 2016, eingerüstet zum Abriss

Seitdem das Anwesen 2013 an die Onni Group verkauft wurde, haben eine Serie von Zwischenfällen mit Hausbesetzern und Vandalen die Aufmerksamkeit auf Sicherheitsprobleme mit dem leerstehenden Gebäude gelenkt. Im Oktober 2014 leitete die Stadtverwaltung Schritte gegen Onni ein, weil es das Unternehmen versäumt habe, das leerstehende Gebäude ausreichend zu sichern; KIRO-TV berichtete, dass mindestens 10 Hausbesetzer sich aufhielten in dem Gebäude, dessen erster Stock mit Brettern verschlagen war.
Am 30. September 2015 räumte das Seattle Police Department das Gebäude von etwa 50 bis 200 Hausbesetzern, nachdem Inni zuvor nicht erfolgreich gewesen war, sein Anwesen zu sichern. Zuvor hatte die Stadt mehrere Beschwerden und medizinische Notrufe wegen Drogenmissbrauchs erhalten.
Eine Serie von Bränden im November 2015, Dezember 2015 und Juli 2016 führte zum Vorschlag der Stadtverwaltung, den Genehmigungsprozess für den Abbruch zu beschleunigen. Nach dem Brand im Juli 2016 bezeichnete ein Angehöriger des Seattle Fire Department das Gebäude als „Todesfalle“ und sagte, dass 10–12 Hausbesetzer in dem Gebäude lebten.

### Abriss
Der Abriss der Nordseite des Gebäudes begann im Oktober 2016.